# 木卫四十九
木衛四十九（科雷）是环绕木星运行的一颗卫星，其英文名稱為「Kore」。它是被夏威夷大學由斯科特·謝潑德領導的團隊在2003年發現的，標準的臨時名稱是S/2003 J 14。

## 概述
木衛四十九（S/2003 J 14）是半徑大約是兩公里，質量為1.5×1013kg的天體，公轉一周需723.72天，軌道平均距離為23239000公里，軌道傾斜141°，離心率是0.3351。